# Montjoie! Saint Denis!

Montjoie! Saint Denis! — боевой клич королей Франции, присутствующий на гербах Франции и Наварры

Montjoie! Saint Denis! — боевой клич, используемый армиями королей Франции, в частности, Капетингов. Он связывает термин «montjoie» в смысле «знамя королевской армии» с именем Святого Дионисия, покровителя французских королей.

## Происхождение и этимология
Клич Montjoie! Saint Denis! появляется во времена династии Капетингов, придя на смену более краткому Montjoie ! в XI—XII веках. Поль Квентель указывает в Энциклопедии Универсалис, что установить его происхождение затруднительно, но, по всей видимости, он уже использовался в битве при Бувине в правление Филиппа II Августа. Этот боевой клич оставался в силе до XVI века.
По легенде, возникшей в начале XIV века, король Хлодвиг I победил короля Сарацина Кондата у подножия башни или крепости Монжуа в лесу Марли (на территории нынешнего города Шамбурси на Ивелинских островах) благодаря щиту с тремя золотыми лилиями на лазурном поле работы Клотильды Бургундской. Это чудо ознаменовано боевым кличем.
Согласно другой гипотезе, Монжуа — это место мученической смерти Святого Дионисия, названное «Mont-Joie Saint Denis», находящееся на равнине Ленди, между Парижем и Сен-Дени .
По словам Анны Ломбар-Журдан, этимология термина франкская (мундгави), что означает «Сельская охрана». Историк отмечает, что клич Montjoie! Saint Denis! преобразует более ранний боевой клич Munjoie!, христианизируя его. Эта формулировка впервые появляется в жесте́ «Коронация Людовика», созданной между 1131 и 1137 годами, и предполагает возможное вмешательство аббата Сюгерия.
В литературе можно найти и другие модификации, такие как Montjoie! Saint Denis! в поэме «Жирар де Вьенн», Montjoie! Dis aidiés! saint Denis! в «Фьерабрасе», или Montjoie! escrie. Aïde, saint Denis! в «Ансеисе Картахенском».

## Королевский боевой клич
Клич сопоставляет термины:
- Montjoie — армейское знамя, под которым собирается войско, идя в бой[2].
- Сен-Дени — Святой Дионисий, Святой покровитель и заступник королей Франции. Для королей-капетингов этот боевой клич призывает Дионисия Парижского и, таким образом, позволяет воспользоваться его особой защитой в бою. Знамя Сен-Дени представляло собой красное знамя с золотыми языками пламени, под которым собирались французские рыцари[2]. Хранившееся в аббатстве Сен-Дени, оно извлекалось только тогда, когда великая опасность угрожала королевству Франции[8].

Призыв Святого Дионисия добавлялся к королевскому призыву к оружию в то время, когда знамя было поднято . Людовик VI Толстый был первым, кто поднял это знамя в бою в 1124 году.
— Вот как! — сказал Людовик, не меняя тона, но его косматые брови так нахмурились, что на минуту почти совсем закрыли чёрные пронзительные глаза. — И так говорит с нами наш старинный вассал! Так обращается к нам наш любезный кузен!.. Ну что же, Дюнуа, придётся нам развернуть наше боевое знамя и кликнуть: «Дени Монжуа!»
Клич «Montjoie Saint Denis!», в частности, звучал при осаде Дамьетты в 1249 году, в битве при Фурне 1297 года, при Азенкуре в 1415 году, при осаде Монтаржи в 1427 и даже при осаде Понтуаза Карлом VII в 1441 году . Клич провозглашался герольдом и только в присутствии королей Франции, «армиям, которыми они командовали, в сражениях, в которых они участвовали».
Подобные боевые кличи были приняты в Бургундии (Montjoie Saint-André!), в Анжу (Montjoie Anjou!), у Бурбонов (Montjoie Notre-Dame!), а также у английских королей (Montjoie Notre-Dame Saint-Georges!).

## В культуре и художественной литературе
- Хор Montjoie Saint-Denis[фр.][12].
- Montjoie! Saint-Denis! — картина художника Жоржа Матье 1954 года[13].
- Montjoie! Saint-Denys! — девиз французской коммуны Сен-Дени на окраине Парижа[14].
- Montjoie! Saint Denis! Que trépasse si je faiblis! (Что толку, если я ослабну!) — реплика Годфруа-де-Монмирай[фр.], персонажа фильма «Пришельцы», приложившего к своему личному девизу боевой клич французских рыцарей[15][12].
- В романе Виктора Пелевина S.N.U.F.F. клич пародируется:

«Собравшееся на площади войско завопило старинный клич:
— Урки рулят! Урки рулят! Моржуа и Сандуны!»

## Современные события
- В 2018 году активист-роялист из «Французского действия» с этим боевым кличем метнул торт в депутата Эрика Кокереля[17][12].
- В июне 2021 года мужчина издал боевой клич Montjoie! Montjoie!, затем крикнул À bas la Macronie! (Долой Макронию!), после чего ударил президента Французской Республики Эммануэля Макрона, во время его визита в город Тэн Л`Эрмитаж[фр.] в департаменте Дром[8].

### Внешние ссылки
- Боевой клич: Montjoie! Saint Denis! Архивная копия от 8 июня 2021 на Wayback Machine, О Le Guichet du Savoir из BML .